# Private Number
Private Number é um filme norte-americano do gênero  drama de 1936 dirigido por Roy Del Ruth e estrelado por Loretta Young, Robert Taylor e Basil Rathbone. É, algumas vezes, conhecido pelo título alternativo de Secret Interlude. É baseado na peça Common Clay escrita por Cleves Kinkead que já tinha sido transformado no longa metragem Common Clay de 1930. Após regras mais rigorosas do Motion Picture Production Code, de 1934, as cenas mais picantes do filme anterior foram deixadas de fora.

## Elenco
- Loretta Young como Ellen Neal
- Robert Taylor como Richard Winfield
- Basil Rathbone como Thomas Wroxton
- Patsy Kelly como Gracie
- Joe E. Lewis como Smiley Watson
- Marjorie Gateson como Mrs. Maggie Winfield
- Paul Harvey como Perry Winfield
- Jane Darwell como Mrs. Meecham
- Paul Stanton como Rawlings
- John Miljan como Sam Stapp
- Monroe Owsley como James Coakley
- Billy Bevan como Frederick
- George Irving como Juiz
- May Beatty como Grandma Gammon